# Watkyn Vaughan († 1456)
Watkyn Vaughan (auch Walter Vaughan) († April 1456) war ein walisischer Adliger.
Watkyn Vaughan war der älteste Sohn von Roger Fychan und von dessen Frau Gwladus, einer Tochter von Dafydd Gam. Sein Vater fiel 1415 in der Schlacht von Azincourt, nach dessen Tod heiratete seine Mutter in zweiter Ehe Sir William ap Thomas. Watkyn erbte den Familiensitz Bredwardine Castle in Herefordshire. Er wurde Ostern, also Anfang April 1456 in Bredwardine durch einen Pfeil ermordet. Sein Halbbruder William Herbert und sein Cousin Walter Devereux ließen die Schuldigen nach einem Schauprozess in Hereford hinrichten, der Mord wurde von dem walisischen Dichter Hywel Swrdwal in einer Elegie besungen. Nach älteren Angaben fiel er als Anhänger des Hauses York in der Schlacht von Mortimer’s Cross, was jedoch falsch ist.
Vaughan hatte Elizabeth, eine Tochter von Sir Henry Wogan aus Pembrokeshire geheiratet. Mit ihr hatte er zahlreiche Kinder, sein Erbe wurde sein Sohn Sir Thomas Vaughan. Ein weiterer Sohn von ihm war der Soldat William Vaughan.